# Fattore umano
Fattore umano è stato un programma televisivo italiano di genere infotainment, in onda su Italia 1 dal 9 marzo al 29 maggio 2015. È stato prodotto dalla testata giornalistica Videonews e ha condotto degli esperimenti sociali, mostrando le reazioni delle persone (ignare di essere riprese) in determinate situazioni.